# Earth (singel)
Earth – wydany wyłącznie w USA w 1968 r. jedyny singel zespołu Smile, w którym występowali późniejsi członkowie Queen: Brian May i Roger Taylor. Utwory z singla napisali Brian May i Tim Staffell. Producentem singla był John Anthony, a singel wydała firma Mercury Records.
Singel nie odniósł sukcesu, gdyż w USA grupa była nieznana. Na skutek braku zainteresowania singel nigdy nie ujrzał światła dziennego w Wielkiej Brytanii. Kolejnym efektem wydania singla było rozwiązanie przez Mercury Records umowy z zespołem. Oba nagrania z singla jeszcze raz pojawiły się na wydanym w 1983 w Japonii albumie Getting Smile, zawierającym wszystkie nagrania grupy Smile.

## Lista utworów
1. „Earth” (Tim Staffell)
2. „Step On Me” (Tim Staffell i Brian May)